# Художник по текстурам
Художник по текстурам — специалист, занимающийся созданием текстур для цифрового мультимедиа, обычно для компьютерных игр, фильмов и веб-сайтов.
Художники по текстурам часто используют веб-сайты для продажи своих работ, а также демонстрации навыков с целью получения работы в компании-разработчике компьютерных игр, или с целью присоединения к команде, работающей над «модом» (модификацией) существующей компьютерной игры для получения опыта и рекомендаций.